# ベーブラ
ベーブラ (ドイツ語: Bebra, ドイツ語発音: [ˈbeːbra])は、ドイツ連邦共和国ヘッセン州カッセル行政管区のヘルスフェルト＝ローテンブルク郡に属す小都市である。この街は、かつて交通の要衝として栄え、19世紀には多くの鉄道路線が接続する場所となったものの、1980年代に入るとその重要性に陰りが出た。

## 地理

### 位置
ベーブラは、カッセルの南約 45 kmのフルダ川沿いに位置する。フルダ川の特徴的な屈曲点に位置しているため、ほとんどの地形図で簡単にその位置を見つけることができる。街の北側をシュテルツィンガー山地、東側をリヒェルスドルファー山地、南東をゾイリングスヴァルト、南西側をクニュル山地に囲まれている。近隣の大きな都市にはローテンブルク・アン・デア・フルダとバート・ヘルスフェルトがある。
ベーブラ市内でベーブラ川、ゾルツ川、リューダー川、ウルフェ川がフルダ川に合流する。またイーバ川がウルフェ川に注いでいる。

### 隣接する市町村
この街は北から時計回りに以下の市町村と境を接している: コルンベルク、ネンタースハウゼン、ロンスハウゼン、ルートヴィヒスアウ、ローテンブルク・アン・デア・フルダ（以上、いずれもヘルスフェルト＝ローテンブルク郡）

### 市の構成
ベーブラ市は、1972年の市町村再編以降、中核市区ベーブラと以下の周辺の11地区あわせて12の市区からなる。時計回りに、アスムスハウゼン、ギルファースハウゼン、ラウテンハウゼン、ブラウンハウゼン、イムスハウゼン、ゾルツ、イーバ、ヴァイテローデ、ブライテンバッハ、ブランケンハイム、リューダースドルフ。

## 歴史
ベーブラは、初め Biberaho（ビーバー川沿いの村）と呼ばれており、その後 Bibera となり、最終的に Bebra となった。
現在知られている最も古い文献記録は12世紀に作成されたものである。ヘルスフェルト修道院の土地台帳 Breviarium Sancti Lulli がそれである。9世紀末の新版を原典とするこの文献には、表2の修道院の所領中にベーブラが記載されている。この表2は、755年から789年の時代について記述している。従って、ベーブラはこの頃にはすでに成立していたと推測される。
この集落は、数世紀前までは本質的に大きな農村の状態のままであった。すでに重要な交通路はこの場所で交わっていたが、アムト・ローテンブルクの方伯の村として1386年に初めて記述されている。東へはアイゼナハを経由してハレへ、他方ドイツ南部地方へはフルダタールを通る郵便路があった。とはいえ、この街は、約 6 km 離れ、小さな宮廷都市の状態にあったローテンブルク（ヘッセン＝ローテンブルク方伯）の支配を受けていた。ベーブラは、アムト・ローテンブルクの上級裁判所管轄下の裁判所所在地であった。

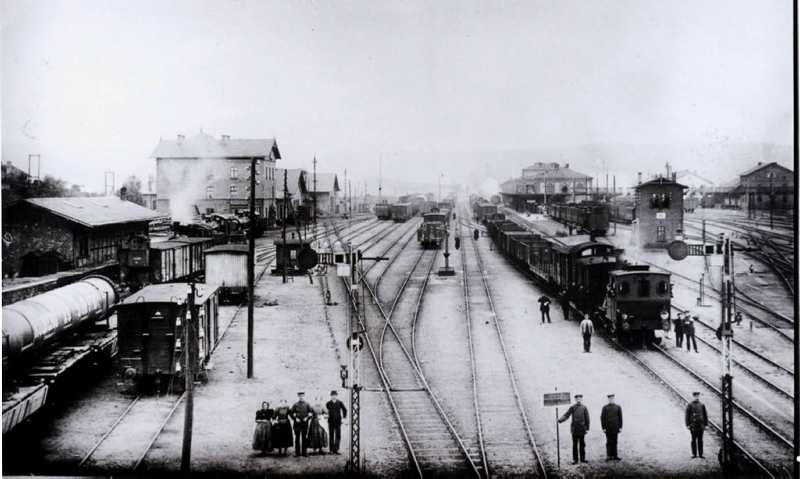
1875年のベーブラ駅

ベーブラは、19世紀半ばに始まったドイツの鉄道網整備によって飛躍を遂げた。1849年から鉄道カッセル - ベーブラ線が開通した。19世紀末頃には、この街はドイツの最も重要な鉄道の接続地点の1つになっていた。人口はおよそ70年間で約 1300人増加し、5063人（1946年）となった。商業を初めとする産業が発展したことで、この街はそれまでの田舎のキャラクターを失った。最も重要な雇用主はドイツ国営鉄道であった。1935年9月20日、ヘッセン＝ナッサウ州知事フィリップ・フォン・ヘッセンによって、この街に都市権が授けられた。
「水晶の夜」前夜の1938年11月7日、ベーブラ、その近隣のゾントラやローテンブルク、さらにはカッセルやその他のヘッセン選帝侯領の都市で、ユダヤ系住民や商店に対する最初の暴力行為が行われた。アマリーエン通りのシナゴーグの他に、ユダヤ人学校も破壊された。この暴力行為を煽動したのは、おそらく、ガウのプロパガンダ指導者でベーブラ出身のハインリヒ・ゲルナントであった。ベーブラは、1944年12月4日にアメリカ軍の爆撃目標となった。本来の攻撃目標であった駅は軽度な損傷を負っただけであったが、3つの教会と43軒の家屋が破壊され、64人が死亡、数多くの負傷者がでた。当時の常として、強制的同一化がなされていた報道機関は、この攻撃と犠牲に関する報道を禁止された。ベーブラは、1945年4月2日にアメリカ軍によって占領された。
市の発展は、第二次世界大戦によって中断されたものの、1970年代まで続いた。交通の便がよいことで、大きな工業系企業が進出した。ドイツが東西に分裂していた時代、国境を越える人物や貨物を検査する国境検問所がベーブラに設けられた。1980年代半ばからベーブラは鉄道乗り換え地点としての重要性を失い、ドイツ鉄道での雇用の減少につながった。

### 市町村合併
すべての市区は、1971年12月31日の市町村合併の際に合併した旧町村である。

### 人口推移

1821年以降のベーブラ市の人口推移。赤線が中核市区部、青線は合併後の市域に相当する部分の人口である。

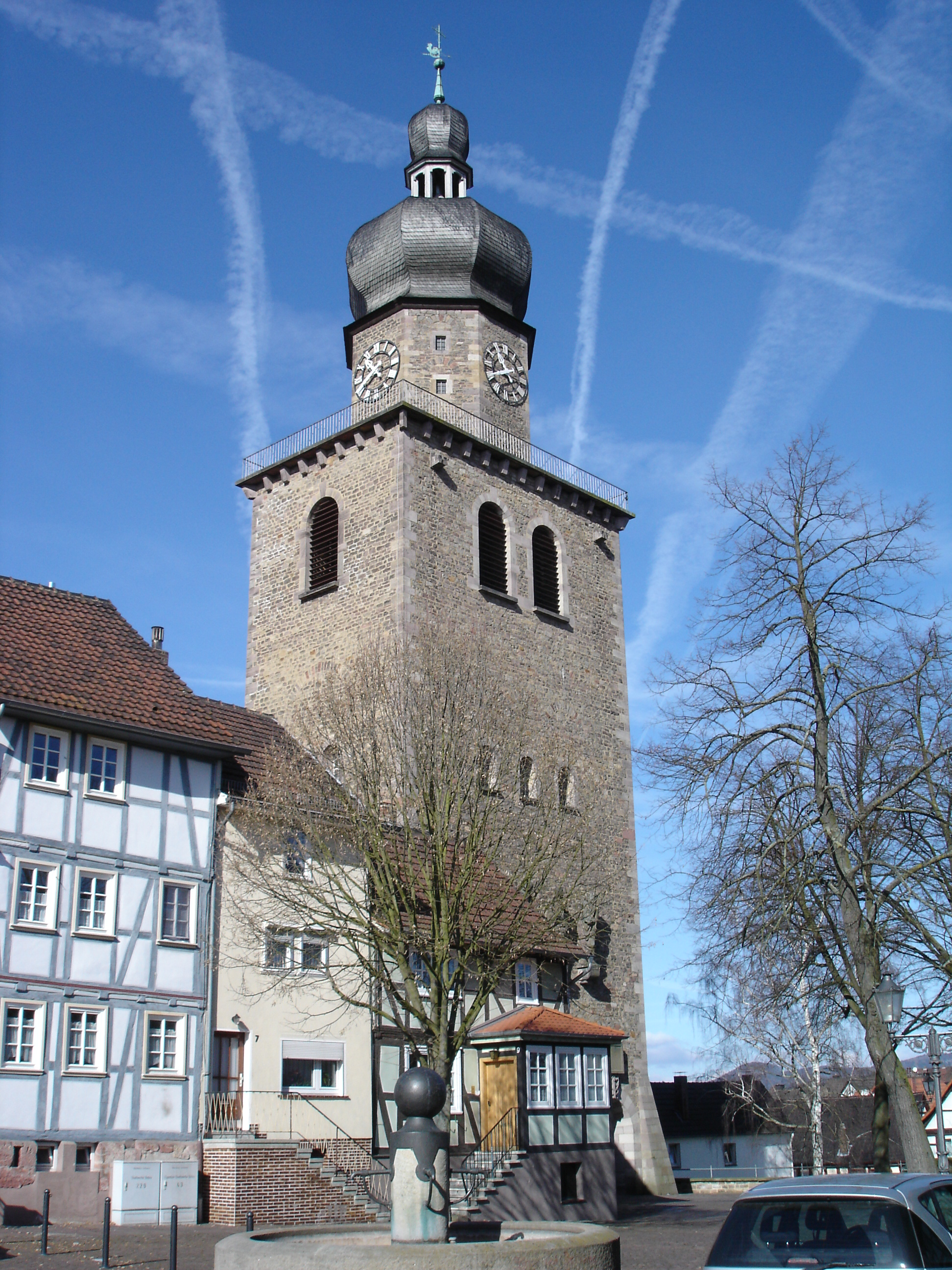
ベーブラの福音主義教会

### 宗教
ベーブラの市域は、現在クアヘッセン＝ヴァルデック福音主義教会と、それとほぼ同じ領域のカトリックのフルダ司教区に属している。この街では福音主義が多数派である。
ベーブラ中核市区およびその他の市区には12の福音主義教会と、それぞれ1つのカトリック教会、合同メソジスト教会、さらに福音主義自由教会（バプテスト）の集会所、ランデスキルヒリヒェ・ゲマインシャフト、メノナイト・ブレザレン教会の礼拝所、イスラム文化協会の祈祷所、シリア正教会がある。この他、約100人のヤズィーディーがベーブラにいる。

## 行政

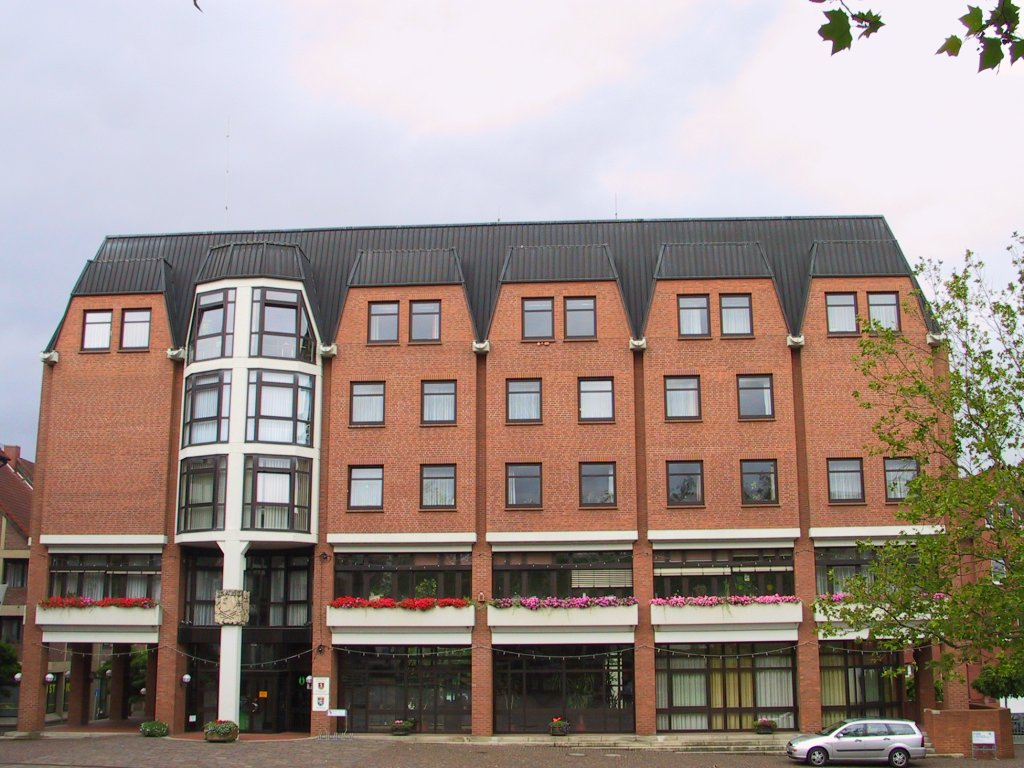
ベーブラの市庁舎

### 議会
ベーブラの市議会は、37議席からなる。

### 首長
2020年3月1日からシュテファン・クノーヒェ（無所属）が市長を務めている。クノーヒェは2019年9月8日で唯一の候補者であった。

### 紋章
図柄: 赤地。斜めに交差した2対のレールの上に、銀色の直立したビーバー。市の色は赤と白である。
解説: ベーブラの紋章は、村落から重要な鉄道の接続地点への変遷を具体的に表現している。配色は、この地域が属していた最も古い領主であるヘルスフェルト修道院を想起させる。交差した2つの路線は、鉄道路線の紋章学的な象徴化である。ベーブラは19世紀半ばから重要な鉄道の接続地点として知られていた。
この紋章は、1930年に認可された。

### 姉妹都市
ベーブラ市は以下の街と姉妹都市となっている。
- ナレスボロ（英語版）（イギリス、ノース・ヨークシャー）1969年[14]
- フリードリヒローダ（ドイツ語版、英語版）（ドイツ、テューリンゲン州）1990年代初め[15]

## 文化と見所

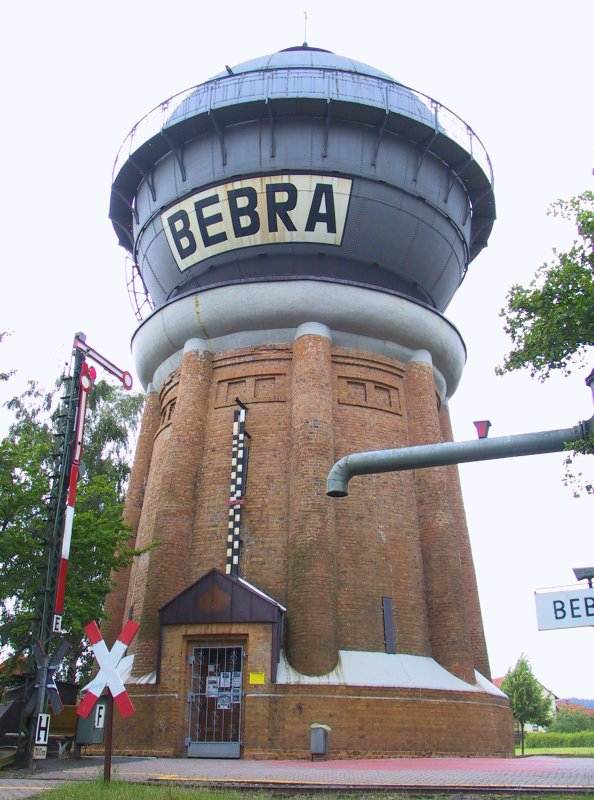
ベーブラの水道塔

### 博物館
旧水道塔の鉄道博物館は、ベーブラにとって重要な鉄道の歴史を紹介している。そのすぐ近くに 600 mm の狭軌鉄道があり、4月から9月の一定の日に体験運行を行っている。

### 建築
旧市庁舎の他に、様々な木組み建築や緑地が存在する。第二次世界大戦後に完全に修復されたカトリックと福音主義の教会があり、シリア正教の教会もある。
- イムスハウゼンのトロット・ツー・ゾルツ家の領主館
- ベーブラの水道塔
- 復活教会
- ブランケンハイム修道院
- フリードリヒスヒュッテ

- ベーブラの旧市庁舎
- イムスハウゼンの領主館
- 旧ブランケンハイム修道院教会

### スポーツクラブ
ベーブラとその市区では、サッカーがハンドボールと並んで人気のスポーツである。ギルファースハウゼン、アスムスハウゼン、ブラウンハウゼン地区のクラブによって2011年に結成された 1. FV ベーブラ、FC レアル・エスパノールの他にブランケンハイム、ブライテンバッハ、イーバ、ゾルツ、ヴァイテローデにそれぞれサッカークラブがある。FSG ベーブラと ESV ヴァイテローデのチームは2017/18年シーズンをクライスオーバーリーガ・フルダ・ノルトで戦った。
LG アルハイマー・ローテンブルク＝ベーブラは陸上競技クラブであり、過去には何度か地区大会や全国大会に選手を送り込んだ。TSV ベーブラのハンドボール部門は2010年からヴェツィルクスオーバーリーガでプレイしている。

### 年中行事
秋には、伝統的な教会祭、収穫感謝・郷土祭が開催される。クリスマス前の期間にはラートハウスマルクト周辺でクリスマスマーケットが開かれる。8月には市祭の他にブライテンバッハ湖で漁師祭も行われる。10月にはイーバのヴェルトシュリュッセルでドラヒェンフェストが開催される。2年にごとに商工会の産業ショー「ビーバーメッセ」が行われる。

### 芸術活動
ベーブラは、ドイツの他の小都市と同様に、経済・人口発展が後退傾向にある。1980年代末にはすでに、作家マティアス・ホルクスが「ベーブライスティーク」という概念を提唱した。彼は、そのエッセイ「終着駅ベーブラ」の中で色彩の乏しい街を描いている。
クラウス・ポールスの作品「ディー・シェーネ・フレムデ」（美しい異邦人）でベーブラと架空のホテル・ライヒスアプフェルは、5幕のドラマの恐ろしい舞台として用いられている。この作品では、アメリカ人女性がドイツを旅し、ベーブラで 1人になり、犯罪の証人で犠牲者となる。
写真家アクセル・バイヤーは市内やブライテンバッハ市区、ヴァイテローデ市区の建物や街を撮影し、「ベーブラクリオーザ」という作品集にまとめた。

## 経済と社会資本
1980年代末にベーブラは鉄道乗り換え地点としての重要性を失い、さらに1990年のドイツ再統一に伴って国境駅としての重要性も喪失した。 ドイツ鉄道はベーブラにおける最大の雇用主の1つであったため、これによりベーブラ住民の多くが職を失った。ベーブラでは、『戦後この街の人々は「どこで働いているの？」と聞くのではなく「鉄道のどこで働いているの？」と聞いたものだ』と言われる。千年紀以降、地元の政治家やヘルスフェルト＝ローテンブルク郡選出の連邦議会議員らはベーブラ駅を「貨物センター」に拡充させるよう努めた。

### 交通

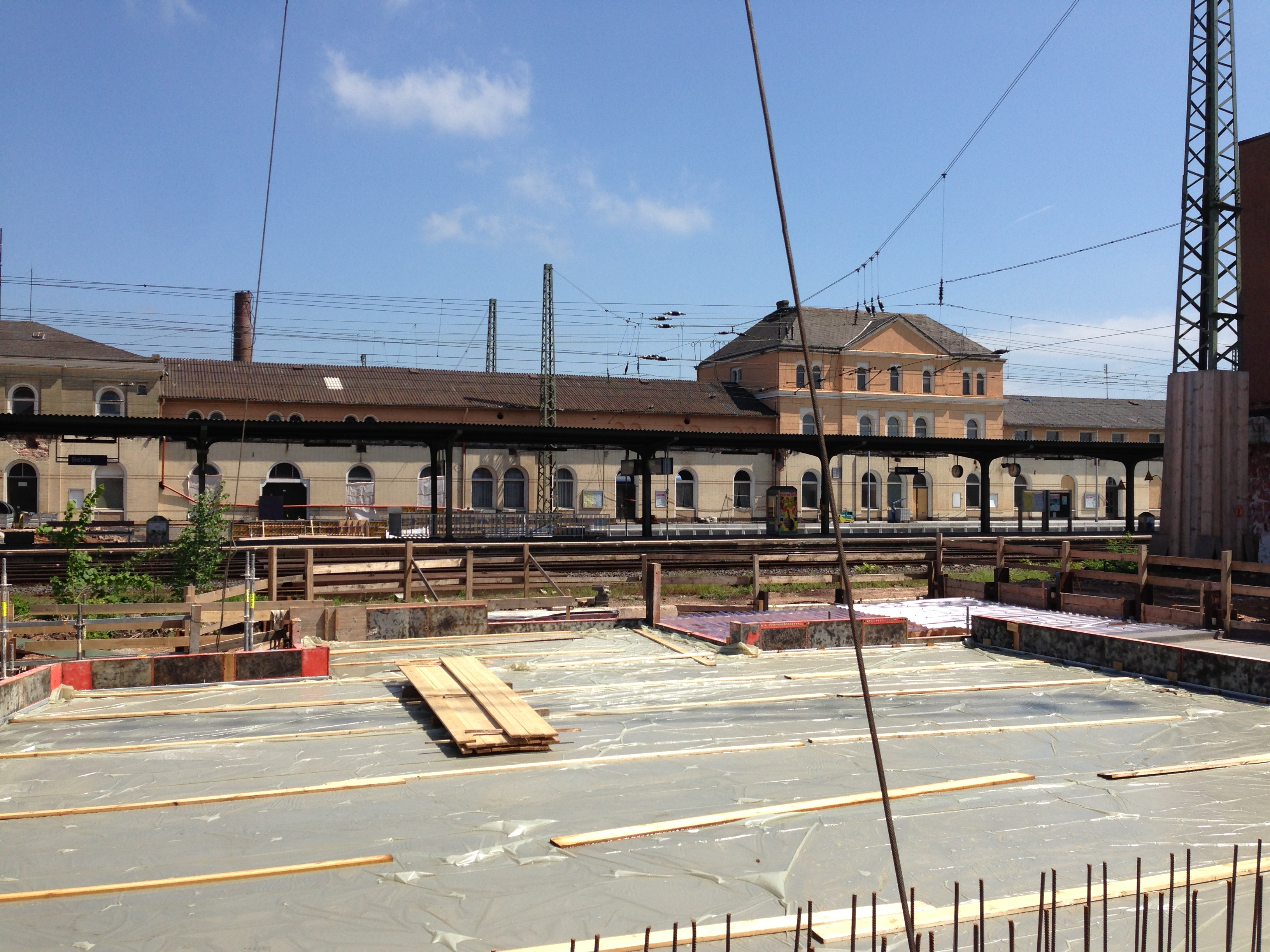
ベーブラ駅

ベーブラは古典的な鉄道都市で、ベーブラ駅は旅客駅の他に操車場も有していた。本市は北ヘッセン交通連盟に加盟している。中央ドイツ連絡線の ICE / IC 停車駅として、デュッセルドルフとライプツィヒ/ドレスデンとを結ぶ列車の何本かはベーブラ駅に停車する。この他に月曜日から金曜日の朝にはフランクフルト・アム・マイン行きの IC車輌が利用できる。
市の西部で、南北に走る連邦道 B27号線と西から来る B83号線とが接続している。B27号線は南に約 15 km のバート・ヘルスフェルト近くでアウトバーン A4号線に接続しており、さらにこれを経由して A7号線に行くことができる。東側からベーブラに至るには A4号線のヴィルデック＝ヘーネバッハ・インターチェンジから州道 L3251号線を利用する。

### メディア
ベーブラでは以下のメディアが定期的に刊行されている:
- 地方日刊紙「ローテンブルク＝ベーブラアー・アルゲマイネ」（HNAのローカル版）
- 広報誌「クライスアンツァイガー」。週に2回刊行される。

### 自転車道
ブランケンハイム地区やブライテンバッハ地区を以下の自転車道が通っている:
- ヘッセン自転車道 R1号線（フルダ自転車道） - レーン山地（ドイツ語版、英語版）の高台からフルダ川沿いに、ヴェーザー河畔のバート・カールスハーフェンまで約 250 km[21]。
- D-ルート 9号線（ヴェーザー＝ロマンティック街道） - 北海からブレーメン、カッセル、フルダ、タウバータールを経てアルゴイ（ドイツ語版、英語版）のフュッセンまで (1,197 km)[22]。

### 地元企業
- 自動車部品製造業者コンチネンタルの支社工場（2008年6月2日までは VDO自動車（ドイツ語版、英語版））
- m.a.l. エフェクト・テクニーク GmbH - 高性能 LED コンセプトと効率的な LED 照明システム
- HLG - ホルツロジスティーク・ウント・ギューターバーン・ベーブラ GmbH（木材運送および貨物鉄道）
- クルーク＝グループの流通センター - 国際的運輸業者
- ISI ベラートゥングス・バウ・ウント・フェアヴァルトゥングス GmbH - ゼネコン、不動産プロジェクト開発

### 公共機関
- ヘルスフェルト＝ローテンブルク郡とヴェラ＝マイスナー郡を管轄する州教育機関
- ヘッセン森林技術
- 職業安定所 - ベーブラ事務所

### 教育

#### 教育機関
- グリム兄弟総合学校
- ブライテンバッハ基礎課程学校
- ヴァイテローデ基礎課程学校
- ヘルスフェルト＝ローテンブルク郡の職業訓練学校
- 建築業界の教育用建設現場
- 煙突掃除学校
- アウグスト＝ヴィルヘルム＝メンデ＝シューレ - ヘルスフェルト＝ローテンブルク郡の精神発達および身体運動発達を養護の重点とする養護学校。
- シュトラバッグ AG（ドイツ語版、英語版） の集中研修所

#### 幼稚園
- ベーブラの市立タバルガラント幼稚園
- ブラインテンバッハ市区のプステブルーメ幼稚園
- ヴァイテローデ市区のラッペルキステ幼稚園
- ベーブラの福音主義アルケ・ノアー幼稚園
- ゾルツ市区の福音主義幼稚園
- ベーブラのカトリック・ヴィラ・クンターブント幼稚園
- ベーブラのディー・クライネン・シュトルヒェ保育園

### トリビア
- 1880年7月1日、ベルリン - ベーブラ間で、ドイツ最初の食堂車が営業を行った。
- 2003年7月19日、ドイツ鉄道の ICE 1 にベーブラという名前が付けられた。
- 2014年7月18日、ワールドカップチャンピオンになったシュコドラン・ムスタフィのためのレセプションが開催された。内市街のラートハウスマルクトでは、1500人のムスタフィ・ファンが彼を歓迎した。これに先立ちムスタフィはベーブラ市のゴールデン・ブックに名を連ねることになった。

## 人物

### 出身者
- アウグスト・フォン・トロット・ツー・ゾルツ（ドイツ語版、英語版）（1855年 - 1938年）政治家。プロイセン文部大臣、ヘッセン＝ナッサウ州（ドイツ語版、英語版）長官をはじめ多くの要職を歴任した。

### ゆかりの人物
- アダム・フォン・トロット・ツー・ゾルツ（ドイツ語版、英語版）（1909年 - 1944年）弁護士、外交官、反ナチ運動家
- アニカ・ベッカー（ドイツ語版、英語版）（1981年 - ）陸上競技選手
- シュコドラン・ムスタフィ（1992年 - ）サッカー選手